# Strandoproller
De strandoproller (Armadillidium album) is een pissebed uit de familie Armadillidiidae. De wetenschappelijke naam van de soort is voor het eerst geldig gepubliceerd in 1887 door Adrien Dollfus.